# Ritz Tower
La Ritz Tower es un rascacielos residencial de lujo en 465 Park Avenue en la esquina de East 57th Street en el vecindario Midtown Manhattan de Nueva York (Estados Unidos). Fue construido entre 1925 y 1926 como un hotel de apartamentos, y diseñado por Emery Roth y Thomas Hastings para el periodista Arthur Brisbane, quien fue el desarrollador. Mide 165 m de altura y tiene 41 pisos. Fue el edificio residencial más alto de Nueva York una vez finalizado. Debido a que inicialmente se clasificó como un hotel de apartamentos, se construyó con una altura mayor de la permitida.
Su diseño de inspiración clásica tiene varios retranqueos con balaustradas, así como ventanas con pilastras y frontones. Los pisos inferiores están ornamentados, con putti y urnas esculpidas, así como bloques de piedra caliza rústica. La parte superior tiene un techo piramidal con un obelisco. En el interior hay pisos de parqué y paredes con boiserie. La torre no tenía cocinas individuales en ninguna de las 400 unidades. Entre lis residentes ha habido muchas personalidades mediáticas. Cuando se construyó, recibió elogios de la crítica arquitectónica.
Tras la inauguración el 15 de octubre de 1926, Brisbane contrató a la Compañía Ritz-Carlton para administrar el edificio y los restaurantes. Brisbane pronto no pudo pagar la carga de la deuda y en 1929 se la vendió a William Randolph Hearst. Este se la cedió a sus tenedores de bonos en 1938 y la torre se convirtió en una cooperativa de viviendas en 1956. El espacio comercial en la base ha albergado varios restaurantes y tiendas, incluido Le Pavillon, uno de los primeros restaurantes franceses auténticos en Estados Unidos. En 2002, la Comisión de Preservación de Monumentos de la Ciudad de Nueva York designó la Ritz Tower como un lugar emblemático de la Ciudad de Nueva York.

## Sitio
La Ritz Tower está en 465 Park Avenue, en la esquina noreste con la calle 57, en el vecindario Midtown Manhattan de Nueva York. Mira al oeste hacia Park Avenue y al sur hacia la calle 57. Está cerca del Fuller Building y del Four Seasons Hotel New York al oeste, 500 Park Avenue al noroeste y 432 Park Avenue y 450 Park Avenue al suroeste.
Ocupa dos lotes de terreno. El primero (más grande) para uso residencial y comercial, y el segundo para uso comercial y de oficinas. La mayor parte del edificio está en un lote en forma de L con un área de 952 m², una fachada de 34,3 m en la calle 57 hacia el sur, y una profundidad máxima de 30,5 m. El lote de esquina en Park Avenue y la calle 57 tiene un área de 427 m², una fachada de 5,3 m en la calle 57 hacia el sur, y una fachada de 24,5 m en Park Avenue hacia el oeste. Este arreglo existe porque el desarrollador, el periodista Arthur Brisbane, nunca compró el lote en la esquina de Park Avenue y la calle 57. Allí había estaba la casa de piedra rojiza de la familia Roome, que se resistía a vender (alquilaba el lote por 15 000 dólares anuales).
El sitio está en la intersección de dos vías históricamente de moda. A fines del siglo XIX, la línea de ferrocarril de Park Avenue corría a cielo abierto en el medio de Park Avenue. La línea se cubrió con la construcción de Grand Central Terminal a principios del siglo XX, lo que estimuló el desarrollo en el área circundante, Terminal City. El tramo adyacente de Park Avenue se convirtió en un vecindario con apartamentos de lujo. A finales del siglo XIX y principios del XX, East 57th Street tenía en gran parte casas y estructuras construidas para las artes. Muchas de las estructuras residenciales de la calle 57 fueron reemplazadas por oficinas, tiendas y galerías de arte en los años 1920.

## Diseño
El edificio fue diseñado por Emery Roth y Thomas Hastings y se inauguró en 1926. Roth fue el arquitecto original; Hastings, socio de la firma Carrère and Hastings, se involucró más tarde en el proyecto. Alexander S. Deserty fue el ingeniero consultor. La Ritz Tower se caracteriza de diversas formas por tener 40, 41, o 42 pisos de altura, dependiendo de si se cuenta el pináculo. El edificio tiene una altura de 145,7 m hasta el techo sobre el piso más alto y 164,9 m a su pináculo. Según Robert A. M. Stern, el edificio "señaló el nexo de la vida de moda en las casas de apartamentos".
Para ajustarse a la Ley de Zonificación de 1916， hay retranqueos en los pisos 4, 19, 21, 25 y 33, así como un techo piramidal a cuatro aguas coronado por un obelisco sobre el piso 40. El retranqueo del cuarto piso da al lote de la esquina, que es una franja de tres pisos en Park Avenue arrendada a los Roome. Si estos alguna vez hubieran recuperado la propiedad de esa franjo, podrían separar la sección retranqueada del resto del edificio e instalar una escalera privada. El lote de la esquina nunca fue revertido a la familia Roome, que lo vendió a finales del siglo XX. Los otros retranqueos están en los cuatro lados del edificio y servían de balcones.

### Fachada
El exterior fue diseñado durante una era de transición de la arquitectura de Nueva York, donde los arquitectos se estaban alejando de los diseños neoclásicos y favorecían el art déco o los diseños modernos. Los tres pisos más bajos del edificio están revestidos con bloques rústicos de piedra caliza. Los otros están revestidos de ladrillo tostado, con adornos de terracota de estilo neorenacentista italiano y articulaciones en los cuatro lados. El diseño de la base estuvo influenciado principalmente por la participación de Hastings, mientras que Roth fue más responsable de los pisos superiores. Steven Ruttenbaum describió la decoración de los pisos superiores como un "tipo de adorno más atrevido y agresivo" que el que se utilizó en la base, pues los detalles finos de la base no se habrían notado en los pisos superiores.
El adorno se agrupa en gran parte alrededor de la base, los retranqueos y la parte superior del edificio, mientras que los pisos intermedios están comparativamente desnudos. Los retranqueos tienen remates y obeliscos, que suavizan la agudeza percibida de los retranqueos.

#### Base
Mirando hacia el oeste en Park Avenue, la base de piedra caliza consta de cinco tramos verticales. Los tres tramos centrales tienen arcos redondos de doble altura, mientras que los dos tramos exteriores contienen puertas rectangulares con elaborados entablamentos de piedra. La puerta norte es la entrada principal del edificio y la puerta sur contiene una entrada al espacio comercial a nivel del suelo. En el tercer piso, los tres tramos centrales tienen cada una dos ventanas rectangulares, separadas por cartuchos y flanqueadas por paneles planos, mientras que los dos tramos exteriores tienen cada uno una sola abertura dentro de paneles planos. Una balaustrada corre sobre el tercer piso. En los tres tramos centrales, la balaustrada consta de parapeto ornamentado con putti y urnas.
Mirando hacia el sur en la calle 57, la base de piedra caliza tiene ocho tramos de ancho. El más occidental, el más cercana a Park Avenue, tiene una entrada rectangular con un elaborado entablamento de piedra a nivel del suelo. Al este hay tres escaparates rectangulares que se alternan con tres aberturas de arco de medio punto de doble altura. El séptimo tramo desde el oeste, una abertura de arco de medio punto, es una entrada de servicio con un toldo suspendido; originalmente era una entrada alternativa al interior. El octavo tramo, el más oriental, tiene una entrada de servicio rectangular. Al igual que en Park Avenue, las ventanas del tercer piso se agrupan en gran parte en pares, aunque tres de los tramos exteriores son ventanas individuales. Hay tres cartuchos en el tercer piso, que corresponden a las aberturas de las ventanas arqueadas debajo. Una banda de piedra con una cornisa, en lo alto del tercer piso, es una continuación de la balaustrada a lo largo de Park Avenue.

#### Pisos superiores

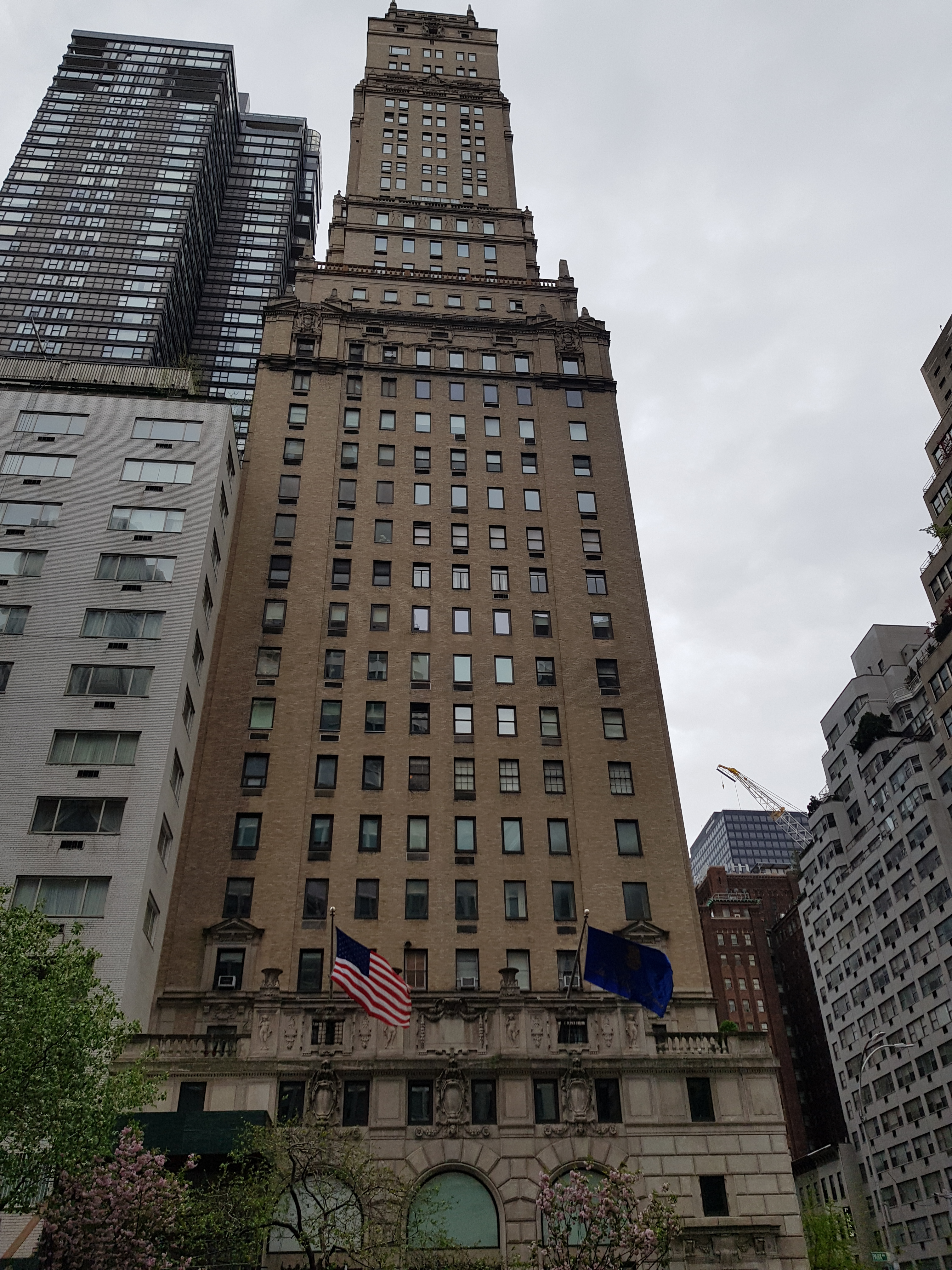
Visto desde el otro lado de Park Avenue (2019)

En Park Avenue, el cuarto piso tiene ocho tramos de ancho, con los dos tramos más exteriores sobresaliendo ligeramente del resto de la fachada. Las ventanas del cuarto piso están rodeadas por quoins de piedra, con un disco de piedra sobre cada ventana, así como un marcapiano de terracota sobre todo el cuarto piso. Las ventanas del quinto al decimoséptimo piso son en gran parte idénticas entre sí, y consisten en aberturas rectangulares, con unidades de aire acondicionado debajo de algunas ventanas. La excepción son los dos tramos exteriores del quinto piso, cada uno flanqueado por pilastras de piedra y coronado por un frontón. Las fachadas sur y norte son muy similares a la fachada de Park Avenue, excepto que ambas fachadas tienen doce tramos de ancho; la fachada norte linda con un edificio de 15 pisos. La fachada este también es similar, pero con nueve bahías, y linda con un edificio de seis pisos. En los cuatro lados, un curso de hilo de terracota corre sobre el piso 17.
En el piso 18 de doble altura, las cuatro fachadas son similares entre sí, aparte del número de bahías. En cada fachada, las bahías más exteriores están flanqueadas por pilares de ladrillo y contienen frontones rotos con cartuchos en sus centros. Los tramos centrales a cada lado constan de ventanas rectangulares, sobre las cuales hay un dintel continuo y varias aberturas de ventilación rectangulares de terracota. Sobre el piso 18 hay una cornisa balaustrada con obeliscos. El piso 19 está retranqueado por todos lados y tiene ventanas rectangulares rematadas por un dintel. El piso 20 tiene ventanas rectangulares con sus propios antepechos, y está coronado por una cornisa balaustrada con obeliscos. Los pisos 21 al 24 son similares entre sí, pero con una hilera de cuerdas y una banda de piedra sobre el piso 24. Las fachadas norte y sur son más anchas en estos respectivos pisos que las fachadas oeste y este.
Los pisos 25 a 32 son de ladrillo simple y están coronados por una hilera de cuerdas y una balaustrada. En los pisos 33 y 34, los huecos de las ventanas están separados verticalmente por pilastras y horizontalmente por enjutas empotradas. Una pista de cuerdas, una balaustrada y un frontón central se encuentran sobre el piso 34. Las ventanas del piso 35 están conectadas por dinteles y rematadas por una hilera de cuerdas. Los pisos 36 y 37 contienen aberturas sencillas. En el piso 38, hay tres ventanas en todos los lados, con la ventana central a cada lado decorada de forma ornamentada. Hay un techo de cuatro aguas sobre el piso 38, coronado por una torre cuadrada con esquinas redondeadas. El piso 39 tiene una ventana a cada lado, mientras que el piso 40 tiene tres pequeñas aberturas a cada lado. Encima está el techo de cobre a cuatro aguas de la torre cuadrada, con remates en las esquinas y una linterna de piedra caliza y un pináculo en el centro. El pináculo inicialmente tenía una bola de oro encima, y las esquinas también tenían obeliscos más pequeños con bolas de oro.

### Características
La Ritz Tower fue clasificada legalmente como un hotel para eludir las restricciones de zonificación que impedían que los nuevos edificios de apartamentos fueran más altos que el 150 por ciento del ancho de la calle adyacente. El edificio no tenía cocinas individuales, ya que la falta de cocinas permitió a Brisbane afirmar que era legalmente un hotel. En cambio, la Ritz Tower tenía cinco montaplatos, que se calentaban eléctricamente y permitían un servicio de comedor en cada piso. El edificio también contenía tres ascensores. Dos eran para inquilinos de hoteles de apartamentos, mientras que el apartamento de Brisbane tenía su propio ascensor.

#### Pisos inferiores
La planta baja contenía la sala de ascensores, las entradas principales, las tiendas, un restaurante y salón de té para residentes y una oficina bancaria. El pasillo principal, diseñado como un "paseo romano", conducía desde la calle 57 hasta el comedor y el salón de té. El piso estaba revestido de piedra travertino, mientras que el techo presentaba coloridos arcos de ingle, encima de los cuales había grandes linternas de bronce. El restaurante principal, que ya no existe, tenía tapices y murales. Para el techo, Willy Pogany decoró un conjunto de murales que representaban varios iconos alrededor de una representación de la torre. El salón de té, que da al pasillo principal y accesible a través de puertas de latón y hierro forjado, estaba destinado a parecerse a un "patio pompeyano". Las paredes del salón de té estaban decoradas con paisajes, mientras que el techo estaba destinado a representar "un cielo iluminado por el sol".
Los niveles de la bodega y el sótano tenían bóvedas, un asador, una cocina y una barbería. La cocina servía a los tres restaurantes del hotel y a los apartamentos residenciales. La parrilla estaba dividida en dos pisos del sótano y tenía un esquema decorativo "informal" con trabajos de acero de latón y hierro forjado y coloridos azulejos y yesos. Los pisos segundo a quinto se usaban principalmente para huéspedes transitorios, salas de personal y oficinas administrativas. En particular, el segundo y tercer piso se destinaron a cuartos de empleadas y criados, así como bóvedas individuales para cada inquilino.

#### Apartamentos
Había alrededor de 400 habitaciones de hotel en los pisos superiores, subdivididas en suites de una a cinco habitaciones. El interior utilizó materiales lujosos como paredes con paneles de madera y pisos con parqué. La mayoría de los apartamentos tenían entre dos y cuatro habitaciones en un diseño tipo estudio o dúplex. Los pisos del cuarto al dieciocho [lower-alpha 4] tenían apartamentos y una cocina central con acceso a la despensa y el montaplatos. Las unidades de los pisos 21 al 24 se organizaron en un diseño similar. Cada una de estas historias contenía cuatro apartamentos por piso. Un pasillo conducía desde los ascensores a cada suite, donde un vestíbulo de entrada del pasillo conducía a un baño, sala de estar y despensa. Las salas de estar eran generalmente de 4,6 por 7,3 m. Los dormitorios tenían 4 por 5,2 m y todos tenían sus propios pequeños armarios y baños.
Los pisos 19 y 20 del edificio fueron ocupados por un apartamento dúplex de 18 habitaciones diseñado para Arthur Brisbane. La unidad de Brisbane fue diseñada para contener una sala de estar de doble altura [lower-alpha 5] y una chimenea de leña. La sala de estar del piso 19 tenía candelabros de hierro, una pintura multicolor en el techo y vidrieras y estaba diseñada de manera similar a un palazzo de la era del Renacimiento. En el piso 20, tres balcones daban a la sala de estar. La unidad tenía una cocina completa y una sala de estar para el servicio, características que no estaban presentes en ninguna otra suite individual, así como una terraza completa en el contrafuerte del piso 19. Un solárium semicircular de vidrio emplomado conducía desde el comedor a la terraza.
Por encima del piso 25 estaban los "apartamentos de la torre" del edificio. Entre los pisos 25 y 34, las suites se distribuyeron en tres por piso. En el piso 35 y subsiguientes, cada piso contenía una suite.

## Historia
A principios del siglo XIX, los desarrollos de apartamentos en la ciudad generalmente se asociaban con la clase trabajadora, pero a fines del siglo XIX, los apartamentos también se estaban volviendo deseables entre las clases media y alta. Entre 1880 y 1885, se desarrollaron más de noventa edificios de apartamentos en la ciudad. Los hoteles de apartamentos en la ciudad de Nueva York se hicieron más populares después de la Primera Guerra Mundial, particularmente entre las personas adineradas que querían vivir lujosamente pero también querían hacer algunas de sus propias tareas domésticas, como cocinar. Los desarrolladores de hoteles de apartamentos a veces construían desarrollos para eludir la Ley de Viviendas, que impedía que los nuevos edificios de apartamentos fueran más altos que el 150 por ciento del ancho de la calle adyacente. Los hoteles de apartamentos tenían regulaciones menos estrictas sobre la luz solar, la ventilación y las escaleras de emergencia, pero tenían que contener espacios comunes como comedores.
La Ritz Tower fue uno de esos apartahoteles, desarrollado por Arthur Brisbane, un destacado columnista de Hearst Communications a principios de la década de 1920. Trabajó con el editor de periódicos William Randolph Hearst a partir de 1897, y los dos hombres más tarde se hicieron amigos cercanos. Brisbane desarrolló varios edificios en la ciudad de Nueva York a principios del siglo XX, inspirándose en el precedente de Hearst. Si bien los hombres desarrollaron varios proyectos juntos, solo Brisbane participó en la construcción de Ritz Tower.

### Desarrollo

#### Adquisición y planificación del sitio

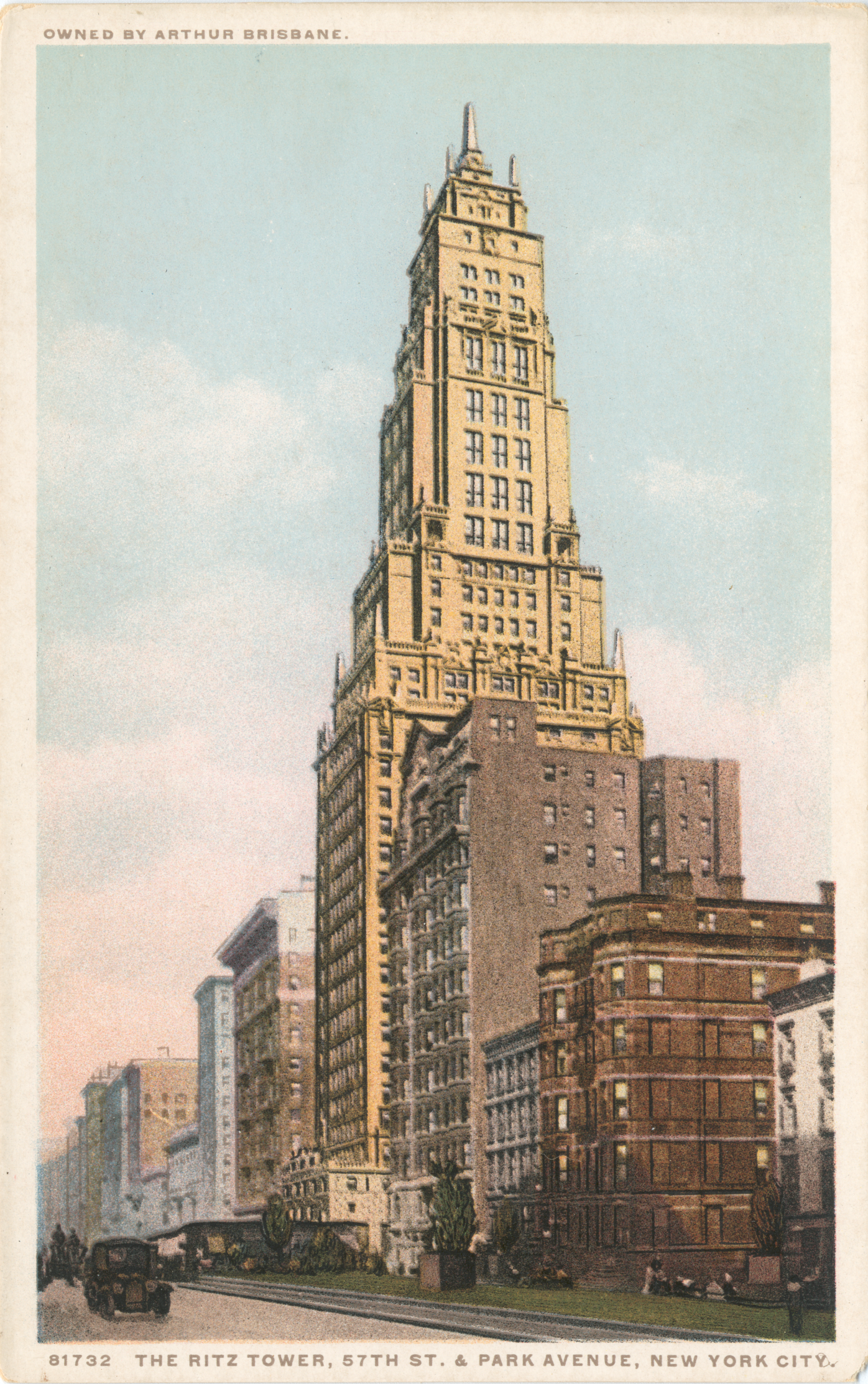
Boceto de la Ritz Tower 1898

En marzo de 1920, Brisbane adquirió el primer lote de terreno en el sitio de la Ritz Tower de Henry Anderson. En dos meses, había comprado 103 y 105 East 57th Street, justo al este de Park Avenue. Un representante de las corporaciones Hearst arrendó el lote de la esquina a la familia Roome en agosto de 1922. Doce meses después, compró dos casas particulares en 107 y 109 East 57th Street. Esto le dio un sitio que medía 24,4 m en Park Avenue y 27,4 m en la calle 57. Brisbane adquirió 111 y 113 East 57th Street en noviembre de 1924 en una transacción indirecta que involucró la estructura en 117 East 57th Street. Esta transacción completó la fachada de Brisbane en 57th Street a 130 pies.
Brisbane contrató a Emery Roth para diseñar un hotel de apartamentos en el sitio en 1924. Ese septiembre, Roth publicó los planes para una estructura residencial en 465 Park Avenue, que sería más alta que cualquier otro edificio al norte de la calle 42. Los planes requerían un edificio de 30 pisos con 358 habitaciones, 165 baños, 135 cocinas, un restaurante, un banco y galerías de arte y espacio para exposiciones. La torre de apartamentos habría tenido 144 unidades de dos y tres habitaciones en los pisos tercero al 18, así como un retroceso en el piso 19 para servir como terraza para el dúplex de Brisbane en los pisos 19 y 20. Los pisos 21 al 24 habrían tenido unidades de dos y tres habitaciones; los pisos 25 al 28, estudios dúplex; el piso 29, un departamento dúplex; y el piso 30, un ático. La escultura de Diana del Madison Square Garden se colocaría en el techo. En algún momento después, Thomas Hastings fue contratado para el proyecto, por razones que no fueron claramente publicitadas.

#### Construcción
SW Straus & Co financió la construcción de 465 Park Avenue con una emisión de bonos de oro de primera hipoteca por 4 millones de dólares en noviembre de 1924. El mismo mes, el contratista principal Todd y Robertson Engineering Corporation comenzaron a demoler los edificios existentes en el sitio. Roth presentó los planos de construcción ante el Departamento de Edificios de la ciudad de Nueva York en enero de 1925, en los que se proyectaba que el edificio costaría 2.4 millones de dólares. El mismo mes, Ritz-Carlton Company firmó un contrato de arrendamiento operativo por 21 años y 10 millones de dólares, y formó una subsidiaria, Ritz Tower Corporation, para administrar el edificio bajo el nombre de "Ritz Tower". Este iba a funcionar como un hotel residencial, con suites a corto plazo y unidades a largo plazo. En ese momento, el nombre de Ritz-Carlton era tan apreciado que se había convertido en sinónimo de lujo. En julio de 1925, Parkab Corporation de Brisbane arrendó el edificio a Ritz Tower Corporation por 1000 dólares al día. La administración general se contrató al vicepresidente de Brown Wheelock Harris Vought and Company, Duncan G. Harris.
Para 1926, los planes se habían cambiado, por lo que el inmueble tendría 42 pisos. Ese mes de mayo, los medios de comunicación informaron que estaba casi terminado y se proyectaba que costaría entre 5 y 6 millones de dólares, excluyendo el mobiliario. Según The New York Times, la Ritz Tower "ya había atraído la atención de arquitectos, artistas e ingenieros de construcción" en todo Estados Unidos. El New York Herald Tribune lo calificó como el "hotel de apartamentos más alto del mundo". Durante ese octubre, el comisionado de la casa de vecindad de la ciudad, Walter C. Martin, emitió una orden que consideraba que alrededor de 150 "hoteles de apartamentos" en toda la ciudad violaban las restricciones de altura, incluida la nueva Ritz Tower. Según Martin, los edificios no estaban exentos de la ley porque algunas unidades tenían sus propias despensas donde la gente podía cocinar por su cuenta. La ley no se modificó hasta 1929, aunque esto eliminó efectivamente los hoteles de apartamentos posteriores.

### Apertura y primeros años

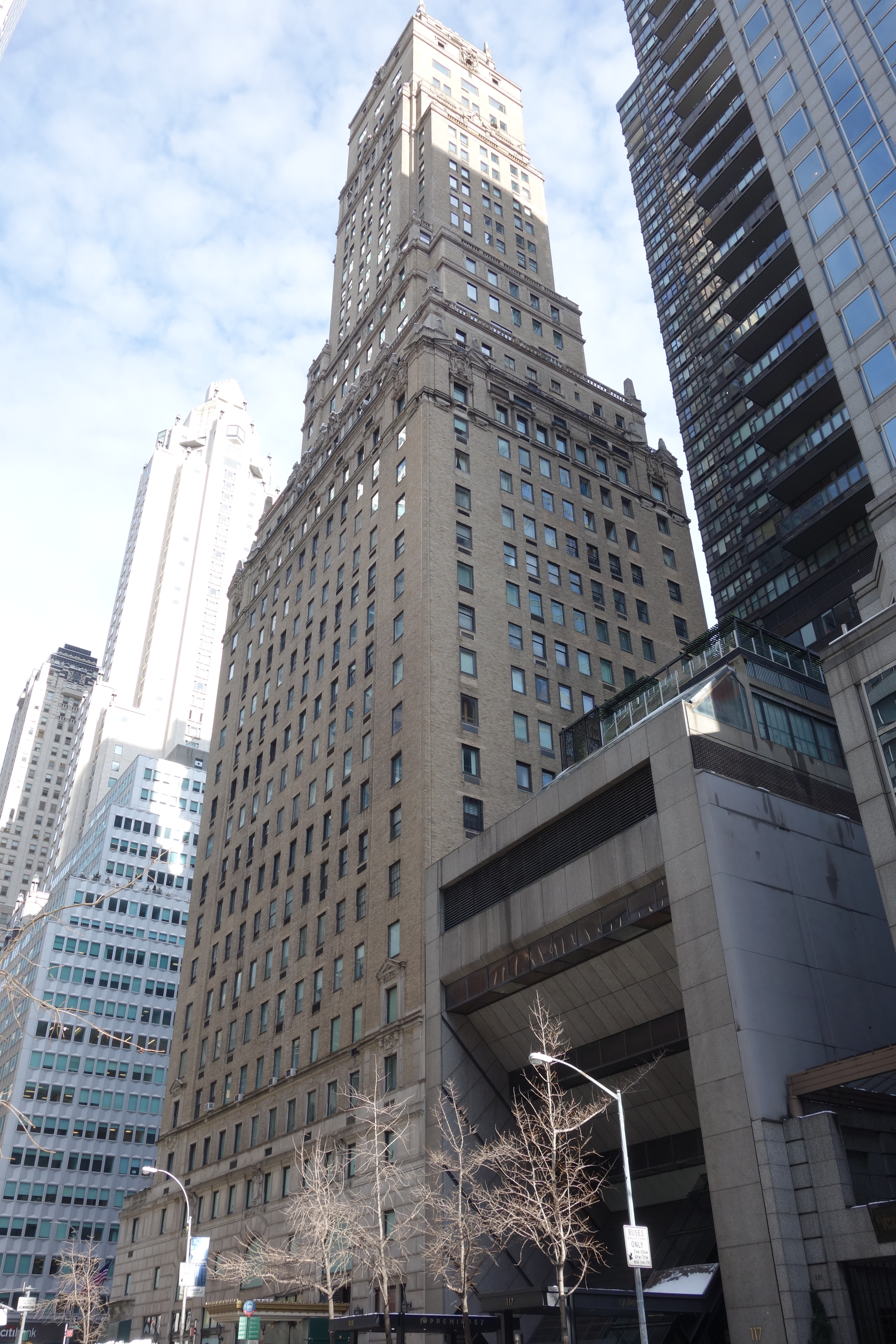
Mirando hacia el oeste en la Ritz Tower desde el lado sur de la calle 57 al oeste de Lexington Avenue en East Midtown Manhattan.

El 16 de noviembre de 1926 se celebró una cena formal de inauguración del hotel. Los invitados a la inauguración del hotel incluyeron a Harris; Jimmy Walker, alcalde de la ciudad; Joseph V. McKee, presidente de la Junta de Concejales; y varios ciudadanos y periodistas. Brisbane se dio cuenta rápidamente de que no podía gestionar los pagos del préstamo hipotecario de la torre. La Ritz Tower estaba valorada en 6 millones de dólares cuando se completó, pero en poco más de un año, su valoración estimada aumentó en unos 500.000 dólares. Brisbane vendió la Ritz Tower a Hearst, su colega de toda la vida, en enero de 1928. La venta se produjo a pesar de que los asesores financieros de Hearst habían sugerido no comprar.
En ese entonces, Hearst también era dueño del lote directamente al norte, que se extendía hasta la calle 58. En 1929, un año después de comprar la estructura, Hearst presentó planos para un anexo de 55 pisos en el lote adyacente, que sería diseñado por F. M. Andrews y J. B. Peterkin si hubiera sido construido. Hearst se hizo cargo del lote adyacente en 110 a 114 East 58th Street en 1931 para el anexo propuesto. La estructura nunca se construyó y el sitio al norte fue adquirido posteriormente por Alcoa. A principios de 1932, Hearst transfirió la propiedad de la Ritz Tower de Apperson Realty Corporation a Park Fifty-sevenh Realty Corporation, ambas bajo su control. Un incendio estalló en el sótano de la torre el 1 de agosto de 1932 y provocó una explosión que mató a ocho bomberos. Siete murieron inmediatamente, y uno falleció más tarde en el hospital. Un salón de automóviles Chrysler abrió en la base de la torre en 1937.
A mediados de la década de 1930, Hearst estaba operando la Ritz Tower con una pérdida neta, con un déficit de aproximadamente 592 000 dólares en 1935 y 458 000 dólares en 1936. Al mismo tiempo, sus propias empresas mediáticas estaban perdiendo grandes cantidades de dinero, lo que llevó a Hearst a poner el edificio a la venta. En abril de 1938, Hearst perdió la propiedad del edificio después de no hacer los pagos del primer préstamo hipotecario. El mobiliario interior permaneció bajo la propiedad de Hearst, pero las operaciones pasaron al fideicomisario, Continental Bank and Trust Company. Poco después, se creó un grupo llamado 103 East Fifty-sevenh Street Inc. para operar la Ritz Tower. Los operadores presentaron documentos ante la Corte Suprema de Nueva York en diciembre de 1938, en los que propusieron que los tenedores de bonos asumieran la propiedad.
Continental Bank and Trust compró la mayor parte de la Ritz Tower en una subasta de ejecución hipotecaria en enero de 1940, excluyendo la parte de la base en Park Avenue. El proceso de reorganización concluyó el mes siguiente. Una nueva corporación, New York Towers Inc., adquirió la Ritz Tower y emitió acciones de propiedad a los tenedores de bonos. En 1945, New England Mutual Life Insurance Company colocó un préstamo hipotecario a diez años por 1.07 millones de dólares sobre el edificio. A. M. "Sonny" Sonnabend compró los derechos para administrar la Ritz Tower en 1952 por 17 millones de dólares.

### Conversión cooperativa
En febrero de 1955, Harry J. Riker de Riker & Co. anunció que el edificio se convertiría en una cooperativa de viviendas. Como parte de este plan, Dorothy Draper redecoraría el interior. Un grupo de inquilinos impugnó esta propuesta en la Corte Suprema de Nueva York. Para ese mes de octubre, el vestíbulo había sido completamente rediseñado con una mezcla de motivos chinos y franceses, y también se estaban rediseñando los pasillos de los pisos superiores. El edificio se convirtió en una cooperativa en diciembre de 1955. De los 150 inquilinos, 35 se negaron a unirse a la cooperativa. Ritz Associates Inc., la cooperativa de inquilinos, asumió formalmente la propiedad del edificio en febrero de 1956. The Ritz Tower proporcionó servicio de limpieza y servicio a la habitación para sus inquilinos cooperativos.
Las unidades de la Ritz Tower se vendieron a precios que iban desde 7,200 dólares por una habitación individual hasta 43,200 dólares por cinco habitaciones. La mayoría de las unidades cooperativas eran apartamentos de dos dormitorios con cuatro habitaciones en total. También había unidades de estudio y apartamentos de uno a tres dormitorios con un número variable de habitaciones. El antiguo dúplex de los pisos 19 y 20 se mantuvo como una unidad. La Ritz Tower fue uno de varios hoteles de apartamentos de la ciudad de Nueva York que se había convertido en operación cooperativa a mediados del siglo XX. Le Pavillon, uno de los primeros restaurantes franceses auténticos en Estados Unidos se mudó a la Ritz Tower desde la calle 55 en 1957, después de que se completó la renovación. El New York Savings Bank colocó una hipoteca de 2.74 millones de dólares a diez años sobre el edificio en septiembre de 1958. El New York Bridge Whist Club y el Cavendish Club, dos clubes de bridge contratados, se encontraban entre los grupos alojados en la Ritz Tower en este momento.

### Finales delsigloXXhasta la actualidad

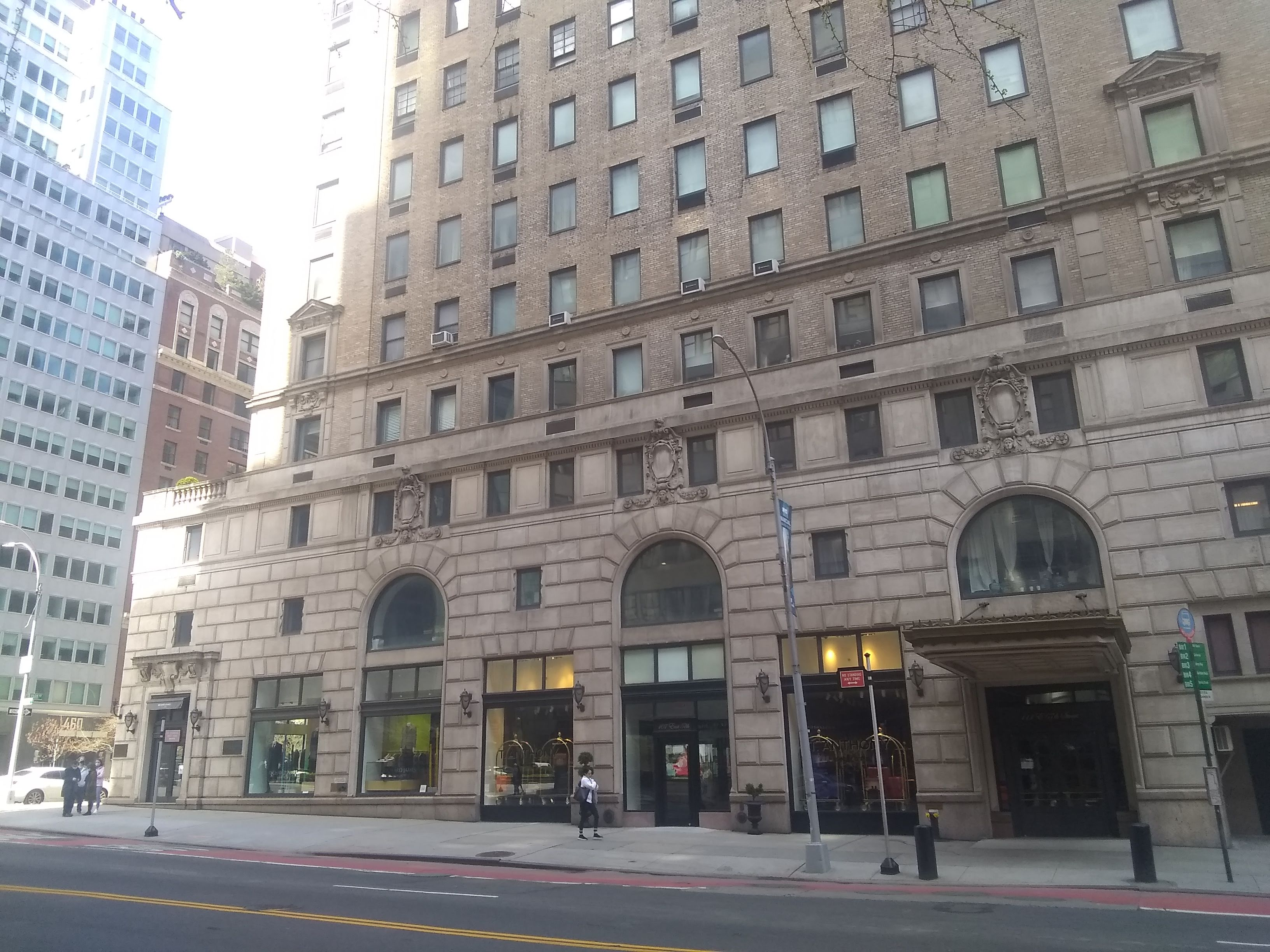
La base comercial del edificio, vista en abril de 2021.

Le Pavillon operó dentro de la Ritz Tower hasta 1972. La ubicación del restaurante en la Ritz Tower había sido menos popular que su ubicación en la calle 55 debido a la dificultad de dejar y recoger pasajeros en un área tan congestionada. En 1975, el espacio del sótano fue tomado por el First Women's Bank, el primer banco en los Estados Unidos en ser operado por mujeres para mecenas. La sucursal del banco operaba dentro del antiguo espacio Le Pavillon. Al año siguiente, los grandes almacenes japoneses Mitsukoshi abrieron una oficina en la ciudad de Nueva York, con un restaurante y una tienda boutique en la base de la Ritz Tower. Inicialmente, la compañía alquiló 930 m² de la Ritz Tower.
En 1980, la Ritz Tower contenía 136 unidades cooperativas y varias unidades a corto plazo. El antiguo dúplex de Brisbane estaba ocupado por el presidente de Mitsukoshi, Shigeru Okada. Las otras unidades oscilaron entre 17 000 y 20 000 dólares por un apartamento tipo estudio hasta 100 000 dólares por un ático. Durante esa década, Paul Goldberger describió el edificio como "el edificio ideal de pied-à-terre en Nueva York". La Ritz Tower dejó de permitir alquileres a corto plazo en 1987. En el mismo período de tiempo, Henry Hart Rice compró el lote de la esquina a lo largo de Park Avenue.
Mitsukoshi cerró su boutique y restaurante en la base en 1991, y el banco en la base del edificio se mudó el mismo año. Con estos cierres, Mitsukoshi anunció planes para abrir una tienda por departamentos en los cuatro pisos más bajos del edificio durante 1993. La propiedad de la Ritz Tower se dividió en dos condominios. Mitsukoshi compró un condominio, que consta de 3700 m² en el sótano y la mayor parte de los tres pisos más bajos, por 17,25 millones de dólares. La cooperativa de residentes se hizo cargo del otro condominio, que consta de dos sótanos, el vestíbulo de los residentes y todos los pisos residenciales. Al año siguiente, con la recesión de principios de la década de 1990, Mitsukoshi pospuso indefinidamente sus planes de abrir una tienda por departamentos en la base. The Borders Group arrendó la unidad de condominio minorista a principios de 1997 y abrió una librería allí el mismo año.
La Comisión de Preservación de Monumentos Históricos de la Ciudad de Nueva York designó el edificio como un lugar emblemático de la ciudad el 29 de octubre de 2002. El mismo año, Borders estaba buscando cerrar su librería en el edificio, ya que su otra ubicación en Manhattan en el World Trade Center había sido destruida en los ataques del 11 de septiembre de 2001. Finalmente, Borders permaneció en el espacio hasta 2011. El empresario Charles S. Cohen compró el condominio minorista por 22 millones de dólares en 2009, pero después del cierre de Borders, no pudo arrendar el espacio hasta 2017, cuando el minorista de moda Richard James y la zapatería Harrys of London ocuparon el espacio. A principios del siglo XXI, el techo fue renovado según los planos de Howard L. Zimmerman Architects.

## Invitados y residentes notables
Tras la finalización de la Ritz Tower, Brisbane fue uno de los primeros inquilinos de su propio edificio. Después de que Hearst compró el edificio en Brisbane, vivió en una suite con la actriz Marion Davies hasta que Hearst perdió la propiedad en 1938. Otros inquilinos tempranos incluyeron a Arthur G. Hoffman, vicepresidente de The Great Atlantic & Pacific Tea Company, así como a Edward E. Spafford, el comandante nacional de la Legión Americana. En los primeros años del edificio, el restaurante y otros espacios de la planta baja se utilizaron para eventos y entretenimiento. Estos incluyeron eventos para recaudar fondos; cenas para invitados extranjeros, incluidos el duque y la duquesa de Sutherland; y exposiciones de arte.
La Ritz Tower fue particularmente popular como residencia para aquellos en los medios de comunicación. Entre los inquilinos del edificio se encuentran las actrices Greta Garbo, Kitty Carlisle, Paulette Goddard, Deborah Kerr y Arlene Francis, así como el esposo de Francis, el actor Martin Gabel. William Randolph Hearst Jr., el hijo del editor, también tenía una suite en el edificio. Otros inquilinos incluyeron al productor musical Clive Davis; el comediante de radio Goodman Ace; la autora inglesa Elinor Glyn; el productor de televisión Norman Lear, creador de All in the Family; y William Hays, el jefe de la "Oficina Hays" que censuró las películas de Hollywood. El dramaturgo Neil Simon también ocupó la Ritz Tower desde la década de 1980 hasta su muerte en 2018; había prometido vivir en el edificio después de visitar el apartamento de Ace. George Gustav Heye, quien fundó el George Gustav Heye Center, vivió en la Ritz Tower hasta su muerte en 1957.

## Recepción de la crítica
En su libro de 1987 New York 1930, Robert A. M. Stern escribió que el diseño original de Roth tenía una organización "ingeniosa", pero que "la concentración era torpe, con transiciones bruscas de retranqueo. Más importante aún, la articulación de la fachada era convencional y el edificio carecía no solo de una imagen consistente sino de un sentido distintivo de verticalidad ". Eric Nash escribió que Roth "parece haber hecho todo lo posible para disfrazar la altura del edificio", lo que resultó en un diseño que era "fácil de encontrar fallas".
Otros críticos elogiaron el detalle, así como el impacto de la torre en el desarrollo de apartamentos residenciales. Will Irwin escribió que era "una auténtica torre tan hermosa como cualquier otra de Manhattan" y sugirió que los visitantes "perderían el sentido de exclusividad y exclusión" mientras miraban el edificio. En un libro publicado en 1932, W. Parker Chase escribió que el edificio era "'sólo un pedacito de París' encajado en el escenario americano de la magnífica Park Avenue". Según Fiske Kimball, estructuras como la Ritz Tower "han envalentonado la imaginación para concebir una ciudad con torres en forma de lanza colocadas en parcelas abiertas de vegetación". Georgia O'Keeffe también representó el edificio en su pintura Ritz Tower, Night de la década de 1920.
El edificio continuó siendo evaluado críticamente en años posteriores. Elizabeth Hawes escribió que la construcción de la Ritz Tower "cambió la dirección de la arquitectura residencial" con su énfasis vertical. Carter Horsley lo describió como teniendo un revés "algo extraño" en Park Avenue, aunque era "todavía muy impresionante" a pesar de estar eclipsado por estructuras más altas en el área.